# Nuoto ai campionati mondiali di nuoto 2015 - 100 metri dorso femminili
La gara dei 100 metri dorso femminili si è svolta il 3 e 4 agosto 2015 presso la Kazan Arena e vi hanno preso parte 66 atleti provenienti da 56 nazioni. Le batterie e le semifinali si sono svolte, rispettivamente, la mattina e al sera del 3 agosto, mentre la finale ha avuto luogo la sera del 4 agosto.

## Medaglie
| Posizione | Atleta         | Paese     |
| --------- | -------------- | --------- |
| Oro       | Emily Seebohm  | Australia |
| Argento   | Madison Wilson | Australia |
| Bronzo    | Mie Nielsen    | Danimarca |

## Record
Prima della manifestazione il record del mondo (WR) e il record dei campionati (CR) erano i seguenti.
| Record mondiale       | 58"12 | Gemma Spofforth Regno Unito | 28 luglio 2009 Roma, Italia |
| Record dei campionati | 58"12 | Gemma Spofforth Regno Unito | 28 luglio 2009 Roma, Italia |

## Risultati

### Batterie
| Posizione | Batteria | Corsia | Atleta                  | Nazionalità             | Tempo   | Note      |
| --------- | -------- | ------ | ----------------------- | ----------------------- | ------- | --------- |
| 1         | 5        | 5      | Katinka Hosszú          | Ungheria                | 58.78   | Q, WD, NR |
| 2         | 7        | 4      | Emily Seebohm           | Australia               | 59.04   | Q         |
| 3         | 6        | 4      | Madison Wilson          | Australia               | 59.17   | Q         |
| 4         | 5        | 4      | Mie Nielsen             | Danimarca               | 59.40   | Q         |
| 5         | 7        | 5      | Missy Franklin          | Stati Uniti             | 59.59   | Q         |
| 6         | 5        | 1      | Anastasia Fesikova      | Russia                  | 59.84   | Q         |
| 7         | 5        | 6      | Lauren Quigley          | Regno Unito             | 1:00.14 | Q         |
| 7         | 6        | 8      | Kirsty Coventry         | Zimbabwe                | 1:00.14 | Q         |
| 9         | 5        | 0      | Eygló Ósk Gústafsdóttir | Islanda                 | 1:00.25 | Q, NR     |
| 10        | 7        | 3      | Etiene Medeiros         | Brasile                 | 1:00.33 | Q         |
| 11        | 6        | 6      | Elizabeth Simmonds      | Regno Unito             | 1:00.38 | Q         |
| 12        | 4        | 3      | Michelle Coleman        | Svezia                  | 1:00.55 | Q, WD     |
| 12        | 6        | 5      | Fu Yuanhui              | Cina                    | 1:00.55 | Q         |
| 14        | 6        | 3      | Chen Jie                | Cina                    | 1:00.58 | Q         |
| 15        | 4        | 8      | Alicja Tchórz           | Polonia                 | 1:00.61 | Q, NR     |
| 15        | 7        | 2      | Dominique Bouchard      | Canada                  | 1:00.61 | Q         |
| 17        | 7        | 6      | Kathleen Baker          | Stati Uniti             | 1:00.62 | Q         |
| 18        | 5        | 7      | Hilary Caldwell         | Canada                  | 1:00.69 | Q         |
| 19        | 4        | 6      | Lisa Graf               | Germania                | 1:00.71 |           |
| 20        | 7        | 7      | Simona Baumrtová        | Rep. Ceca               | 1:00.91 |           |
| 21        | 6        | 7      | Jenny Mensing           | Germania                | 1:00.97 |           |
| 22        | 5        | 3      | Daria Ustinova          | Russia                  | 1:01.00 |           |
| 23        | 5        | 8      | Mimosa Jallow           | Finlandia               | 1:01.10 |           |
| 23        | 6        | 2      | Elena Gemo              | Italia                  | 1:01.10 |           |
| 25        | 3        | 5      | Theodora Drakou         | Grecia                  | 1:01.15 | NR        |
| 26        | 4        | 1      | Bobbie Gichard          | Nuova Zelanda           | 1:01.26 |           |
| 27        | 3        | 4      | Stephanie Au            | Hong Kong               | 1:01.41 |           |
| 28        | 7        | 9      | Katarína Listopadová    | Slovacchia              | 1:01.61 |           |
| 29        | 7        | 8      | Yekaterina Rudenko      | Kazakistan              | 1:01.62 |           |
| 29        | 7        | 0      | Sayaka Akase            | Giappone                | 1:01.62 |           |
| 31        | 6        | 1      | Duane Da Rocha          | Spagna                  | 1:01.63 |           |
| 32        | 5        | 2      | Daryna Zevina           | Ucraina                 | 1:01.68 |           |
| 33        | 4        | 5      | Mathilde Cini           | Francia                 | 1:01.77 |           |
| 34        | 7        | 1      | Beryl Gastaldello       | Francia                 | 1:01.91 |           |
| 35        | 6        | 9      | Gisela Morales          | Guatemala               | 1:02.09 |           |
| 36        | 4        | 9      | Park Han-byeol          | Corea del Sud           | 1:02.12 |           |
| 37        | 6        | 0      | Margherita Panziera     | Italia                  | 1:02.17 |           |
| 38        | 4        | 4      | Andrea Berrino          | Argentina               | 1:02.37 |           |
| 39        | 3        | 7      | Yulduz Kuchkarova       | Uzbekistan              | 1:02.80 |           |
| 40        | 3        | 6      | Ekaterina Avramova      | Turchia                 | 1:02.81 |           |
| 41        | 3        | 2      | Jördis Steinegger       | Austria                 | 1:02.99 |           |
| 42        | 4        | 0      | Carolina Colorado Henao | Colombia                | 1:03.26 |           |
| 43        | 5        | 9      | Maaike de Waard         | Paesi Bassi             | 1:03.81 |           |
| 44        | 3        | 3      | Matea Samardžić         | Croazia                 | 1:04.07 |           |
| 45        | 3        | 8      | Zanre Oberholzer        | Namibia                 | 1:04.09 |           |
| 46        | 2        | 4      | Karen Vilorio           | Honduras                | 1:04.54 |           |
| 47        | 2        | 5      | Inés Remersaro          | Uruguay                 | 1:04.73 |           |
| 48        | 3        | 9      | Jessika Cossa           | Mozambico               | 1:04.96 |           |
| 49        | 2        | 3      | Kimiko Raheem           | Sri Lanka               | 1:05.61 |           |
| 50        | 4        | 7      | Lourdes Villasenor      | Messico                 | 1:05.76 |           |
| 51        | 3        | 0      | Roxanne Yu              | Filippine               | 1:06.10 |           |
| 52        | 2        | 6      | Heather Arseth          | Mauritius               | 1:06.25 |           |
| 53        | 3        | 1      | Anak Ratih              | Indonesia               | 1:06.34 |           |
| 54        | 2        | 1      | Lara Butler             | Isole Cayman            | 1:06.71 |           |
| 55        | 4        | 2      | Andrea García           | Messico                 | 1:06.77 |           |
| 56        | 2        | 7      | Talisa Lanoe            | Kenya                   | 1:07.05 |           |
| 57        | 2        | 2      | Caylee Watson           | Isole Vergini Americane | 1:07.34 |           |
| 58        | 1        | 4      | Gaurika Singh           | Nepal                   | 1:08.12 |           |
| 59        | 2        | 8      | Evelina Afoa            | Samoa                   | 1:08.43 |           |
| 60        | 2        | 0      | Noura Mana              | Marocco                 | 1:10.79 |           |
| 61        | 2        | 9      | Ani Poghosyan           | Armenia                 | 1:10.82 |           |
| 62        | 1        | 5      | Enkhkhuslen Batbayar    | Mongolia                | 1:13.52 |           |
| 63        | 1        | 3      | Flaka Pruthi            | Kosovo                  | 1:14.29 |           |
| 64        | 1        | 6      | Awa Ly N'Diaye          | Senegal                 | 1:16.27 |           |
| 65        | 1        | 2      | Roylin Akiwo            | Palau                   | 1:20.72 |           |
| 66        | 1        | 7      | Nada Al-Bedwawi         | Emirati Arabi Uniti     | 1:35.83 |           |

### Semifinali
| Posizione | Semifinale | Corsia | Atleta                  | Nazionalità | Tempo   | Note  |
| --------- | ---------- | ------ | ----------------------- | ----------- | ------- | ----- |
| 1         | 2          | 4      | Emily Seebohm           | Australia   | 58.56   | Q     |
| 2         | 2          | 5      | Mie Nielsen             | Danimarca   | 58.84   | Q, NR |
| 3         | 1          | 4      | Madison Wilson          | Australia   | 59.05   | Q     |
| 4         | 2          | 7      | Fu Yuanhui              | Cina        | 59.33   | Q     |
| 5         | 1          | 5      | Missy Franklin          | Stati Uniti | 59.42   | Q     |
| 6         | 2          | 3      | Anastasia Fesikova      | Russia      | 59.55   | Q     |
| 7         | 2          | 8      | Kathleen Baker          | Stati Uniti | 59.63   | Q     |
| 8         | 1          | 3      | Lauren Quigley          | Regno Unito | 59.71   | Q     |
| 9         | 2          | 2      | Etiene Medeiros         | Brasile     | 59.97   |       |
| 10        | 2          | 6      | Kirsty Coventry         | Zimbabwe    | 1:00.09 |       |
| 11        | 1          | 1      | Dominique Bouchard      | Canada      | 1:00.31 |       |
| 12        | 1          | 8      | Hilary Caldwell         | Canada      | 1:00.39 |       |
| 13        | 1          | 2      | Elizabeth Simmonds      | Regno Unito | 1:00.40 |       |
| 14        | 1          | 7      | Chen Jie                | Cina        | 1:00.42 |       |
| 15        | 1          | 6      | Eygló Ósk Gústafsdóttir | Islanda     | 1:00.69 |       |
| 16        | 2          | 1      | Alicja Tchórz           | Polonia     | 1:01.09 |       |

### Finale
| Posizione | Corsia | Atleta             | Nazionalità | Tempo | Note |
| --------- | ------ | ------------------ | ----------- | ----- | ---- |
|           | 4      | Emily Seebohm      | Australia   | 58.26 |      |
|           | 3      | Madison Wilson     | Australia   | 58.75 |      |
|           | 5      | Mie Nielsen        | Danimarca   | 58.86 |      |
| 4         | 6      | Fu Yuanhui         | Cina        | 59.02 |      |
| 5         | 2      | Missy Franklin     | Stati Uniti | 59.40 |      |
| 6         | 7      | Anastasia Fesikova | Russia      | 59.66 |      |
| 7         | 8      | Lauren Quigley     | Regno Unito | 59.78 |      |
| 8         | 1      | Kathleen Baker     | Stati Uniti | 59.99 |      |